# Klassiker (Imperiet-album)
Imperiet - Klassiker är en samlingsskiva med Imperiet släppt 7 juni 2007 på skivbolaget MNW/BAM.

## Låtlista

### CD 1
1. Alltid rött, alltid rätt
2. Du ska va president
3. C.C. Cowboys
4. Blå himlen blues
5. 19hundra80sju
6. Var e vargen
7. Fred
8. Saker som hon gör
9. Kriget med mej själv
10. Jag är en idiot
11. ...som eld
12. I hennes sovrum
13. Märk hur vår skugga
14. Balladen om briggen Blue Bird av Hull

### CD 2
1. Rock 'n' Roll e död
2. Surabaya Johnny
3. Århundradets brott
4. Party
5. Kickar
6. Guld och döda skogar
7. Österns röda ros
8. Cosmopolite
9. Tennsoldat och eldvakt
10. Offret
11. Det glittrar
12. Rasera
13. Höghus, låghus, dårhus
14. Holländskt porslin